# 유엔 안전 보장 이사회 결의 제2736호
유엔 안전 보장 이사회 결의 제2736호는 2024년 6월 13일 채택되었다. 수단의 준군사 조직 신속지원군(RSF)이 북다르푸르주 주도 알파시르에서의 포위 공격을 중단하고 전투를 완화할 것을 요구하고 있다. 또한 분쟁에 연루된 당사자들이 분쟁으로부터 민간인과 의료인을 보호하고, 내전의 영향을 받는 민간인에게 인도적 접근을 제공하며, 민간인이 알파시르에서 안전한 지역으로 이동할 수 있도록 허용하고, 차드와 다르푸르 사이의 국경 검문소를 인도적 지원을 위해 다시 개방하도록 요구한다.

## 배경
2023년 4월에 시작된 수단 내전의 여파로 발생한 갈등으로, 사상자와 인도적 재난이 다수 발생하였으며, 갈등이 시작된 이후 2024년 5월 17일까지 총 16,650명이 사망하였다.
다르푸르의 주도 알파시르 근처에서 벌어진 전투는 신속지원군이 현재 점령하고 있지 않은 곳에서 진행되었으며, 무차별적인 민간인 살해와 인프라 파괴가 잇따른 보고가 접수되면서 격화되었다. 전투로 인해 많은 의료 시설과 차량이 공격을 받아 폐쇄되었고 민간인의 상황은 더욱 악화되었다.

## 협상
최초의 결의안 초안은 영국이 제안하였다. 영국은 초안에 폭력이 매우 집중되어 있는 알파시르 지역에 초점을 맞추고자 하였다. 하지만 러시아는 해당 결의안을 수단에서 발생하는 갈등에 대한 "과도한 반응"이라고 규정하고 대신 보도자료를 발표하자고 제안하였다. 또 원조 분배를 조정하는 당사자는 오직 수단이어야 한다고 주장하였다. 
프랑스는 결의안에는 기근 위험을 낮추기 위해 농사철에 농업 활동을 할 수 있도록, 전투원을 철수시키는 내용이 언급되어야 한다고 덧붙였다. 중국과 러시아는 "수단 당국"(Sudanese authorities)이라는 표현을 "수단 정부"(Sudanese government)로 바꾸자고 제안하였지만 거부당했다.

## 같이 보기
- 유엔 안전 보장 이사회 결의 제2701 ~ 2800호 목록